# NGC 2559
NGC 2559 is een balkspiraalstelsel in het sterrenbeeld Achtersteven. Het hemelobject werd op 5 februari 1837 ontdekt door de Britse astronoom John Herschel.

## Synoniemen
- ESO 494-41
- IRAS08150-2718
- MCG -4-20-3
- CGMW 2-3078
- UGCA 136
- VV 475
- AM 0815-271
- PGC 23222